# Салгаду Филью (муниципалитет)
Салгаду Филью (порт. Salgado Filho) — муниципалитет в Бразилии, входит в штат Парана. Составная часть мезорегиона Юго-запад штата Парана. Входит в экономико-статистический микрорегион Франсиску-Белтран. Население составляет 4594 человека на 2006 год. Занимает площадь 183,080 км². Плотность населения — 25,1 чел./км².
Праздник города — 14 января.

## История
Город основан 14 декабря 1964 года.

## Статистика
- Валовой внутренний продукт на 2003 год составляет 35 938 404,00 реалов (данные: Бразильский институт географии и статистики).
- Валовой внутренний продукт на душу населения на 2003 год составляет 7282,35 реалов (данные: Бразильский институт географии и статистики).
- Индекс развития человеческого потенциала на 2000 год составляет 0,759 (данные: Программа развития ООН).

## География
Климат местности: субтропический. В соответствии с классификацией Кёппена, климат относится к категории sub..